# 沃尔特·曾加
沃尔特·曾加（義大利語：Walter Zenga，發音：[ˈvalter ˈdzeŋɡa, - ˈdzɛŋ-]，1960年4月28日—），意大利著名足球運動員，司職守門員，是意大利足壇最成功的门将之一。

## 生平
沃尔特·曾加出生於意大利大城市米蘭，早年是在意大利丙組的沙勒尼塔納出道，其後所效力的都是小型球會。直到1982年他轉投意甲豪門國際米蘭，第二年成為正選門將，一直效力到1994年。
曾加曾帶領意大利國家隊贏得1984年洛杉磯奧運第四名，並成功贏得在本土舉行的1990年世界杯季軍。當屆他還創下連續518分鐘的不失球最長時間紀錄。
職業生涯晚年他在美國職業聯賽的新英格蘭革命度過，並在那裡展開教練生涯。他執教的主要是一些東歐球會，包括羅馬尼亞班霸布加勒斯特星隊、贏得1991年歐冠盃的塞爾維亞球會──貝爾格萊德紅星。他曾执教羅馬尼亞的布加勒斯特戴拿模。2008年4月1日，他成為卡塔尼亞足球俱樂部的教練，一年後轉任巴勒莫足球俱樂部教練一職。
2016至2017赛季他曾担任英冠球队伍尔弗汉普顿流浪主教练，因成绩不佳遭到解雇。